# Frólovo
Frólovo - Фролово (rus) - és una ciutat de l'óblast de Volgograd, a Rússia. Es troba a la vora del riu Artxedà, a 133 km al nord de Volgograd.

## Història
Frólovo fou fundat el 1859 per als constructors de la via ferroviària Griazi-Povórino-Volgograd. Rebé l'estatus de ciutat el 1936.